# Maxence Lacroix
Maxence Guy Lacroix (Villeneuve-Saint-Georges, 6 aprile 2000) è un calciatore francese, difensore del Crystal Palace.

## Caratteristiche tecniche
È un difensore centrale bravo in marcatura e nell'anticipo, che risulta dominante nel gioco aereo grazie alla propria altezza.

## Carriera

### Club
Cresciuto nel settore giovanile del Sochaux, nel 2017 ha firmato il suo primo contratto professionistico venendo promosso nella seconda squadra impegnata nel Championnat de France amateur 2. A partire dalla stagione 2018-2019 ha iniziato ad essere aggregato con maggior frequenza alla prima squadra, con cui ha debuttato l'8 dicembre in occasione dell'incontro di Coppa di Francia vinto 1-0 contro l'Illkirch Graffenstaden. Impiegato in 7 partite di Ligue 2, nella stagione ha conquistato un posto nella formazione titolare del club gialloblù, giocando 20 incontri tutti da titolare.
Il 25 agosto 2020 è stato acquistato a titolo definitivo dal Wolfsburg, con cui ha firmato un contratto quadriennale. Ha debuttato con il club tedesco il 17 settembre seguente in occasione dell'incontro di qualificazione per l'Europa League vinto 4-0 contro il Kukësi, trovando al contempo la prima rete in carriera sugli sviluppi di un calcio d'angolo. Due settimane più tardi ha esordito anche in Bundesliga giocando titolare contro il Bayer Leverkusen.
Il 30 agosto 2024 viene acquistato dal Crystal Palace.

### Nazionale
Con la nazionale under-17 francese ha preso parte al Campionato europeo ed al mondiale nel 2017.

## Statistiche

### Presenze e reti nei club
Statistiche aggiornate al 25 maggio 2025.
| Stagione         | Squadra          | Campionato       | Campionato | Campionato | Coppe nazionali | Coppe nazionali | Coppe nazionali | Coppe continentali | Coppe continentali | Coppe continentali | Altre coppe | Altre coppe | Altre coppe | Totale | Totale | Totale |
| Stagione         | Squadra          | Comp             | Pres       | Reti       | Comp            | Pres            | Reti            | Comp               | Pres               | Reti               | Comp        | Pres        | Reti        | Pres   | Reti   |        |
| ---------------- | ---------------- | ---------------- | ---------- | ---------- | --------------- | --------------- | --------------- | ------------------ | ------------------ | ------------------ | ----------- | ----------- | ----------- | ------ | ------ | ------ |
| 2017-2018        | Sochaux 2        | N3               | 1          | 0          |                 | -               | -               |                    | -                  | -                  |             | -           | -           | 1      | 0      |        |
| 2018-2019        | Sochaux 2        | N3               | 12         | 0          |                 | -               | -               |                    | -                  | -                  |             | -           | -           | 12     | 0      |        |
| Totale Sochaux 2 | Totale Sochaux 2 | Totale Sochaux 2 | 13         | 0          |                 | -               | -               |                    | -                  | -                  |             | -           | -           | 13     | 0      |        |
| 2018-2019        | Sochaux          | L2               | 7          | 0          | CF+CdL          | 1+0             | 0               |                    | -                  | -                  |             | -           | -           | 8      | 0      |        |
| 2019-2020        | Sochaux          | L2               | 20         | 0          | CF+CdL          | 0               | 0               |                    | -                  | -                  |             | -           | -           | 20     | 0      |        |
| Totale Sochaux   | Totale Sochaux   | Totale Sochaux   | 27         | 0          |                 | 1               | 0               |                    | -                  | -                  |             | -           | -           | 28     | 0      |        |
| 2020-2021        | Wolfsburg        | BL               | 30         | 1          | CG              | 3               | 0               | UEL                | 3                  | 1                  |             | -           | -           | 36     | 2      |        |
| 2021-2022        | Wolfsburg        | BL               | 29         | 0          | CG              | 1               | 0               | UCL                | 6                  | 0                  |             | -           | -           | 36     | 0      |        |
| 2022-2023        | Wolfsburg        | BL               | 24         | 1          | CG              | 2               | 0               | -                  | -                  | -                  |             | -           | -           | 26     | 1      |        |
| 2023-2024        | Wolfsburg        | BL               | 28         | 4          | CG              | 1               | 0               | -                  | -                  | -                  |             | -           | -           | 29     | 5      |        |
| Totale Wolfsburg | Totale Wolfsburg | Totale Wolfsburg | 111        | 6          |                 | 7               | 0               |                    | 9                  | 1                  |             | -           | -           | 127    | 7      |        |
| 2024-2025        | Crystal Palace   | PL               | 35         | 1          | FACup+CdL       | 5+3             | 0               | -                  | -                  | -                  | -           | -           | -           | 43     | 1      |        |
| Totale carriera  | Totale carriera  | Totale carriera  | 186        | 7          |                 | 16              | 0               |                    | 9                  | 1                  |             | -           | -           | 211    | 8      |        |

## Palmarès

### Club

#### Competizioni nazionali
- Coppa d'Inghilterra: 1

Crystal Palace: 2024-2025
- Community Shield: 1

Crystal Palace:2025